# Wybo Veldman
Wybo Veldman   (Padang, 21 d'octubre de 1946) és un remer neozelandès, ja retirat, guanyador d'una medalla olímpica.
El 1968 va prendre part en els Jocs Olímpics d'Estiu de Ciutat de Mèxic, on fou quart en la prova del vuit amb timoner del programa de rem. Quatre anys més tard, als Jocs de Munic, guanyà la medalla d'or en la mateixa prova del programa de rem. En el seu palmarès també destaca una medalla de bronze en el Campionat del món de 1970 en el vuit amb timoner i dues medalles en el Campionat d'Europa, d'or el 1971 en el vuit amb timoner, i de plata el 1973 en el dos sense timoner. També va guanyar vint-i-un campionats nacionals.